# Zoophthorus laricellae
Zoophthorus laricellae är en stekelart som först beskrevs av Mason 1961.  Zoophthorus laricellae ingår i släktet Zoophthorus och familjen brokparasitsteklar. Inga underarter finns listade i Catalogue of Life.